# 末吉悌次
末吉 悌次（すえよし ていじ、1909年1月28日 - 2003年1月）は、日本の教育学者。長崎県生まれ。広島文理科大学教育学科卒。文学博士（広島文理科大学・1953年）（学位論文「社会的教育学の性格」）。広島大学教育学部教授、74年定年退官、名誉教授。

## 著書
- 『カント実践的教育論』刀江書院 1950
- 『教育課程論 コア・カリキュラムの批判と新課程の構想』目黒書店 1950
- 『問題解決学習 その新しい解釈の試み』光風出版東京営業所 光風教育ライブラリー 1955
- 『現代の学習形態』明治図書出版 現代教育全書 1963

### 共編著
- 『集団学習の研究』編 明治図書出版 1959
- 『自発協同学習』信川実共編著 黎明書房 理論と実践を結ぶ教育叢書 1965
- 『小集団学習 生活と学習の共同化』加古川市立川西小学校共著 黎明書房 理論と実践を結ぶ教育叢書 1967
- 『教育社会学』新堀通也共編 福村出版 1970
- 『講座集団学習』全3巻 編 明治図書出版 1970
- 『講座自主学習』片岡徳雄共編 黎明書房 1970
- 『現代社会と人間形成』編著 帝国地方行政学会 1973
- 『教育学全集 4 増補版 教授と学習』細谷俊夫,吉田昇共編 小学館 1975

### 翻訳
- ジョセフイン・クライン『小集団の研究』新堀通也,池田秀男共訳 明治図書出版 1962
- カール・マンハイム,W.A.C.スチュアート『教育の社会学』池田秀男共訳 黎明書房 1964
- C.R.ライト『マスコミ社会学入門』森しげる共訳 雄渾社 1966
- 全米教育学会編『学習集団の力学』片岡徳雄, 森しげる共訳 黎明書房 1967
- J.H.S.ボッサード, E.S.ボル『発達社会学 幼児期から青年前期まで』監訳 黎明書房 1971

## 論文
- Cinii

## 注
1. ↑  『人物物故大年表』
2. ↑  『現代日本人名録』